# Великий Устюг (административно-территориальная единица)

Город областного значения Великий Устюг — административно-территориальная единица Вологодской области Российской Федерации. Административный центр — город Великий Устюг.
Входит в состав Великоустюгского района.

## Административное устройство
| №        | Населённый пункт | Тип населённого пункта        | Территориальная единица                                                   | Население |
| -------- | ---------------- | ----------------------------- | ------------------------------------------------------------------------- | --------- |
| 1        | Великий Устюг    | город, административный центр | город областного значения Великий Устюг                                   | ↘28 266   |
| 2        | Красавино        | город                         | город, подчинённый администрации города Великого Устюга                   | ↘5460     |
| 3        | Кузино           | рабочий посёлок               | посёлок городского типа, подчинённый администрации города Великого Устюга | ↘801      |
| 3.000001 | итого            |                               | 34 527                                                                    |           |